# وزارة الصناعات الاستراتيجية (أوكرانيا)
وزارة الصناعات الاستراتيجية الأوكرانية (بالأوكرانية: Міністерство з питань стратегічних галузей промисловості)‏ هي وزارة حكومية في أوكرانيا تأسست في 22 يوليو 2020.
كان أول وزير لها هو أوليه أوروسكي ‏ الذي عين في 16 يوليو 2020 (والذي عين أيضًا نائبًا لرئيس الوزراء في حكومة شميهال في نفس الوقت). صرح رئيس الوزراء دنيس شميكال (في اجتماع حكومي في 22 يوليو 2020) أن الوزارة الجديدة ستركز بشكل أساسي على التنمية الصناعية وكذلك على الصناعات الدفاعية والتكنولوجيا الفائقة.

## أنظر أيضا
- الصناعة في أوكرانيا